# Stan Stearns
Stanley Frank Stearns (* 11. Mai 1935 in Annapolis; † 2. März 2012 ebenda) war ein US-amerikanischer Fotograf.
Stearns wurde als Sohn von William and Lillian Stearns geboren. Seine Eltern betrieben ein Schmuckgeschäft. Er begann bereits mit 16 Jahren als Fotograf zu arbeiten. Stearns arbeitete vier Jahre bei der United States Air Force als Fotograf für die Zeitung The Stars and Stripes. Zum Ende der Präsidentschaft Eisenhower wurde er Pressefotograf der Agentur United Press International (UPI). Seine Schwarzweißaufnahme des dreijährigen Präsidentensohns John F. Kennedy jr., der am 25. November 1963 am Sarg seines Vaters salutierte, wurde weltweit bekannt. Das Bild wurde zum Symbol für die Hilflosigkeit eines ganzen Landes angesichts der Ermordung des US-Präsidenten. In den 1970er Jahren eröffnete Stearns in Annapolis bei Washington ein kleines Fotoatelier. 2012 starb er an Lungenkrebs.